# Лудвиг Казимир фон Зайн-Витгенщайн-Берлебург
Лудвиг Казимир фон Зайн-Витгенщайн-Берлебург (на немски: Ludwig Casimir von Sayn-Wittgenstein-Berleburg; * 30 април 1598; † 6 юни 1643) е граф на Зайн-Витгенщайн-Берлебург.

## Произход
Той е големият син на граф Георг II фон Зайн-Витгенщайн-Берлебург (1565 – 1631) и първата му съпруга графиня Елизабет фон Насау-Вайлбург (1572 – 1607), дъщеря на граф Албрехт фон Насау-Вайлбург и Анна фон Насау-Диленбург.
Брат е на Ернст (1599 – 1649), граф на Зайн-Витгенщайн-Хомбург, и Георг III (1605 – 1680), граф на Сайн-Витгенщайн-Берлебург. Полубрат е на Бернхард (1622 – 1675), граф на Зайн-Витгенщайн-Ноймаген.
Лудвиг Казимир е убит на 6 юни 1643 г. на 45 години и е погребан в Берлебург.

## Фамилия
Лудвиг Казимир се жени на 26 август 1627 г. в замъка Швалбах за графиня Елизабет Юлиана фон Насау-Саарбрюкен-Вайлбург (* 27 март 1598; † 18 април 1682), дъщеря на граф Вилхелм фон Насау-Вайлбург (1570 – 1597) и Ерика фон Изенбург (1569 – 1628). Те имат децата:
- син (* 13 април 1634 – умира млад)
- Георг Вилхелм (1636 – 1684), женен I. на 28 септември 1657 г. в Реес, Дюселдорф, за Амели Маргерит де Ла Плац (1635 – 1669), II. на 13 ноември 1669 г. за графиня София Елизабет фон Вид (1651 – 1673), III. на 24 юни 1674 г. в Офенбах за графиня Шарлота Амалия фон Изенбург-Бюдинген (1651 – 1725)
- Филип Лудвиг фон Сайн (1642 – 1664).

Вдовицата му Елизабет Юлиана се омъжва на 27 август 1647 г. за брат му Георг III фон Зайн-Витгенщайн-Берлебург (1605 – 1681).